# Interstate 17

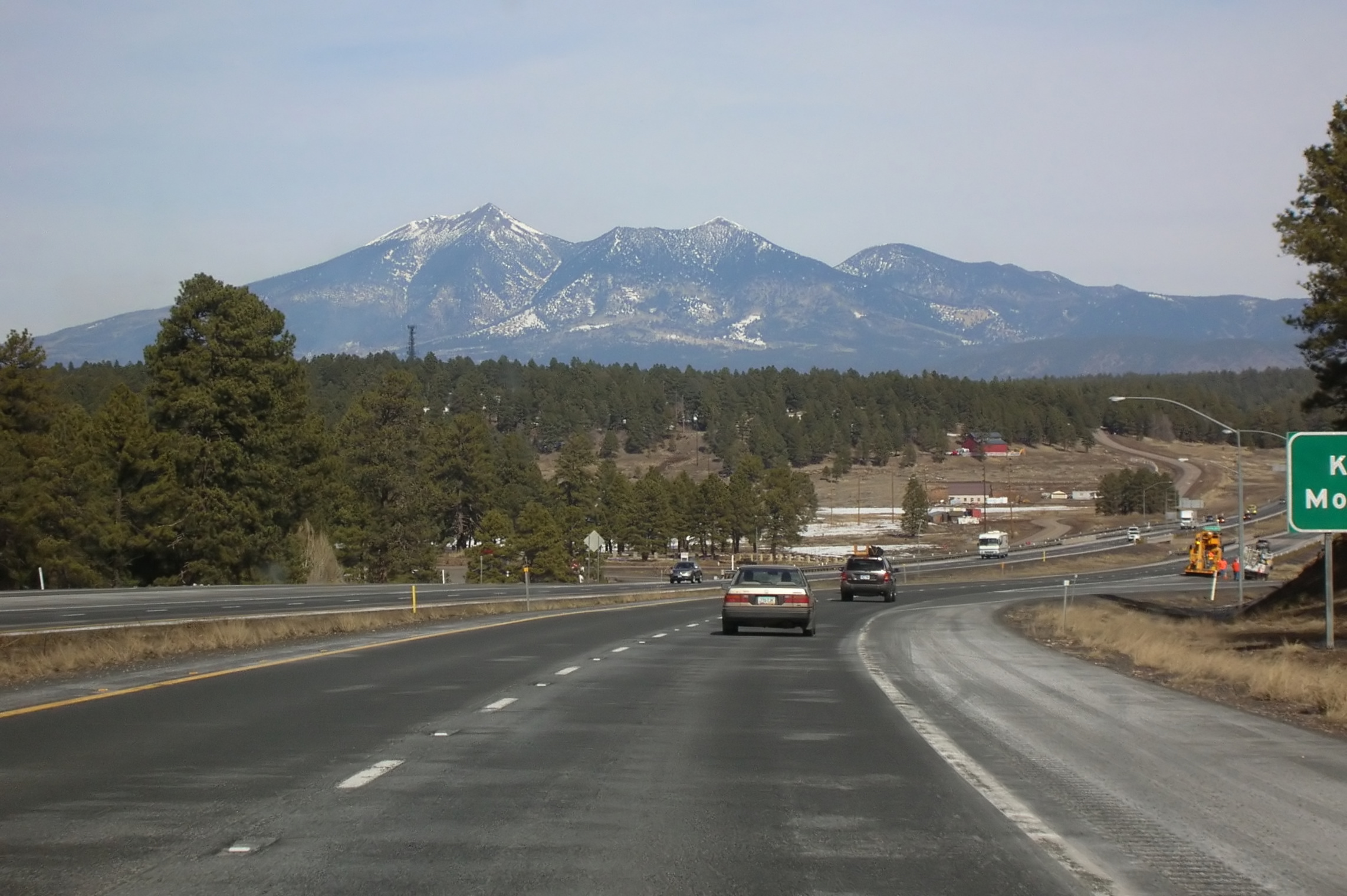
I-17 bei Flagstaff

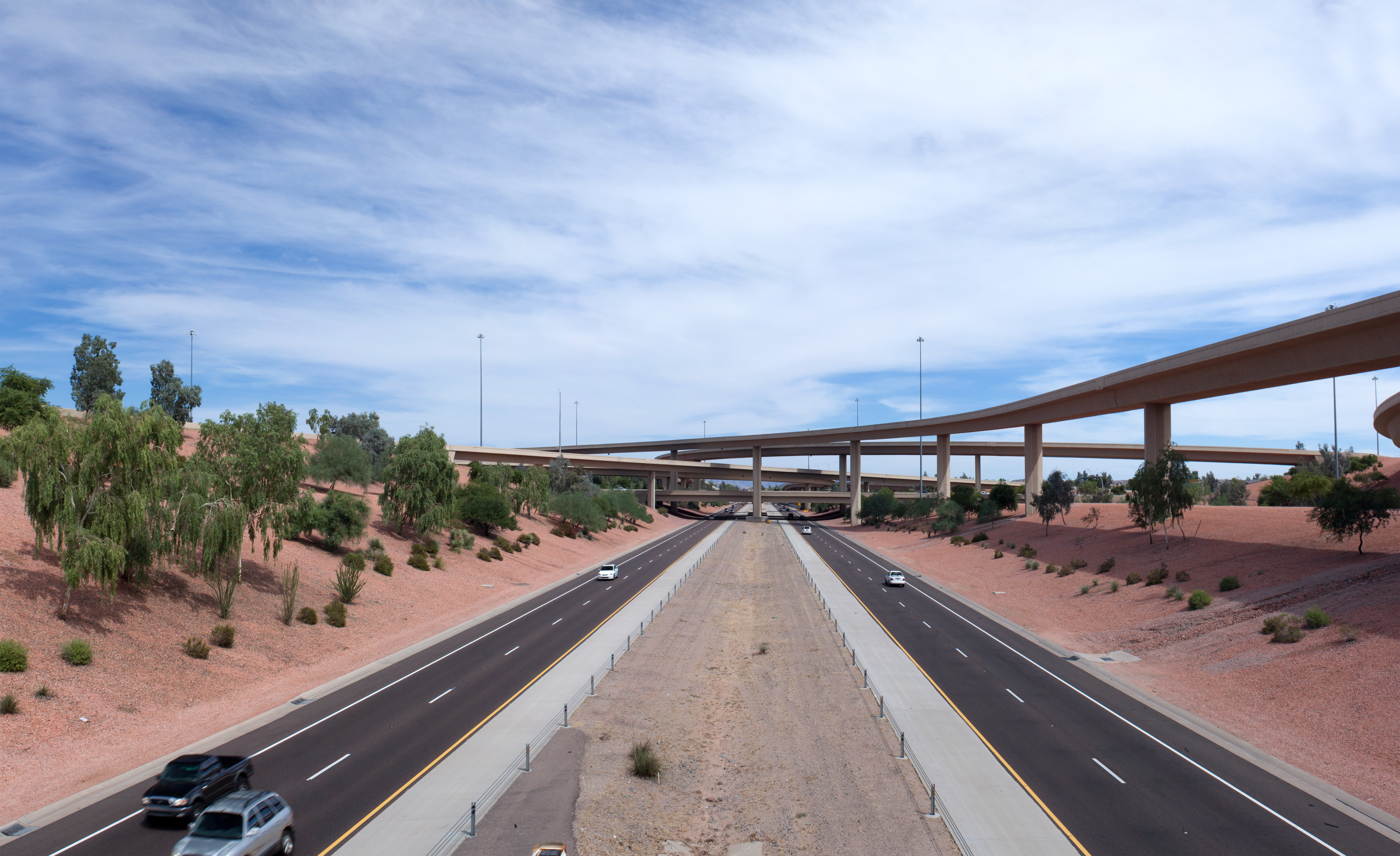
Kreuzung mit der Arizona State Route 101 bei Deer Valley

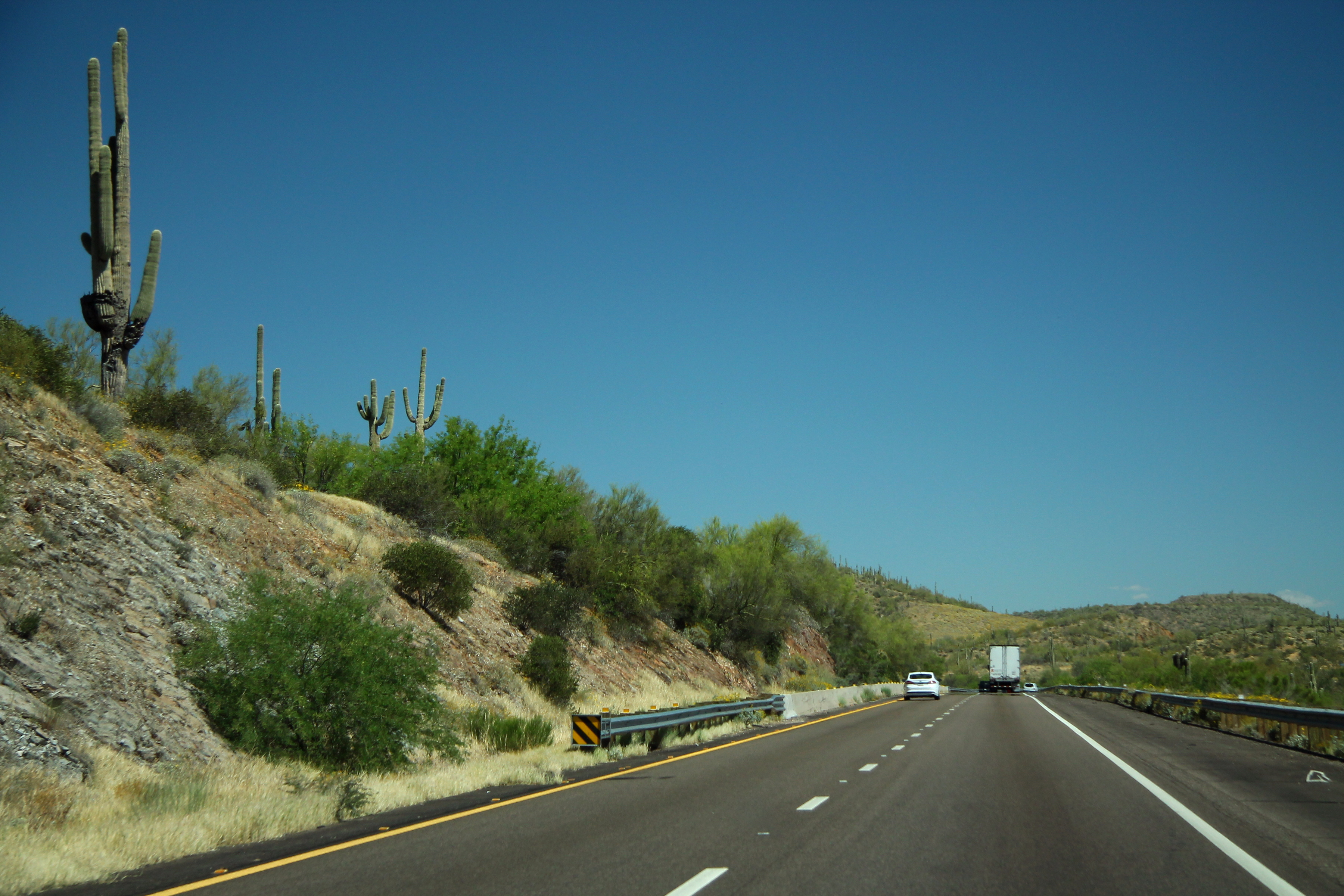
Kakteen-Bewuchs entlang der Strecke

Die Interstate 17 (Abkürzung I-17, auch bekannt als Arizona Veterans Highway) ist ein Interstate Highway, die in Nord-Süd-Richtung durch den US-Bundesstaat Arizona führt. Sie beginnt in Phoenix an der Interstate 10 und endet in Flagstaff an der Interstate 40.
Die Interstate ist bekannt für die beeindruckende Landschaft, die während der Fahrt über die I-17 beobachtet werden kann. Die Interstate hat mehrere Ausfahrten zu Aussichtspunkten, um die Berge und Täler des nördlichen Teils des Highways zu überblicken. Zwischen den beiden Endpunkten der Interstate liegen rund 1700 Meter Höhenunterschied.
An der Interstate 17 liegen das Montezuma Castle National Monument und das Agua Fria National Monument sowie das Architektur-Projekt Arcosanti des Architekten Paolo Soleri.

## Verlauf
Die Interstate 17 beginnt in Phoenix an der Interstate 10 und endet in Flagstaff an der Interstate 40. Der südliche Teil des Highways von Phoenix bis Cordes Lakes orientiert sich entlang der Arizona State Route 69, während der nördliche Teil entlang der Arizona State Route 79 errichtet wurde.
Unmittelbar hinter dem Autobahndreieck, bei dem die I-17 in westlicher Richtung von der weiter nach Norden verlaufenden I-10 abzweigt, kreuzen sich die I-17 und I-10 ein weiteres Mal. Hier verläuft die I-17 in Nord-Ost-Richtung, während die I-10 weiter nach Westen orientiert ist. Das Autobahnkreuz zwischen I-10 und I-17 verläuft in vier Ebenen (dies ist notwendig, weil zusätzlich die beiden Fahrspuren des Black Canyon Highway die I-10 queren) und wird in Phoenix als The Stack bezeichnet.

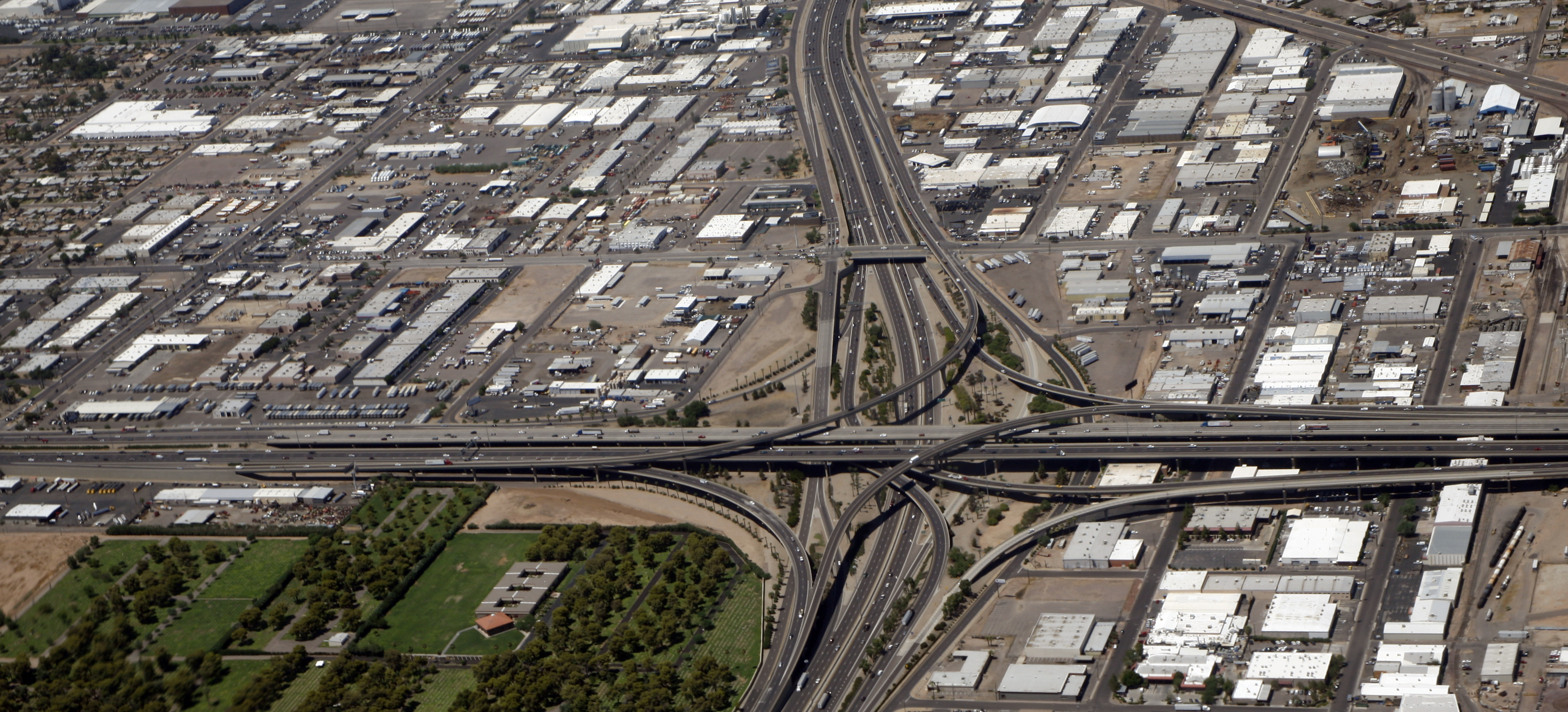
The Stack in Phoenix
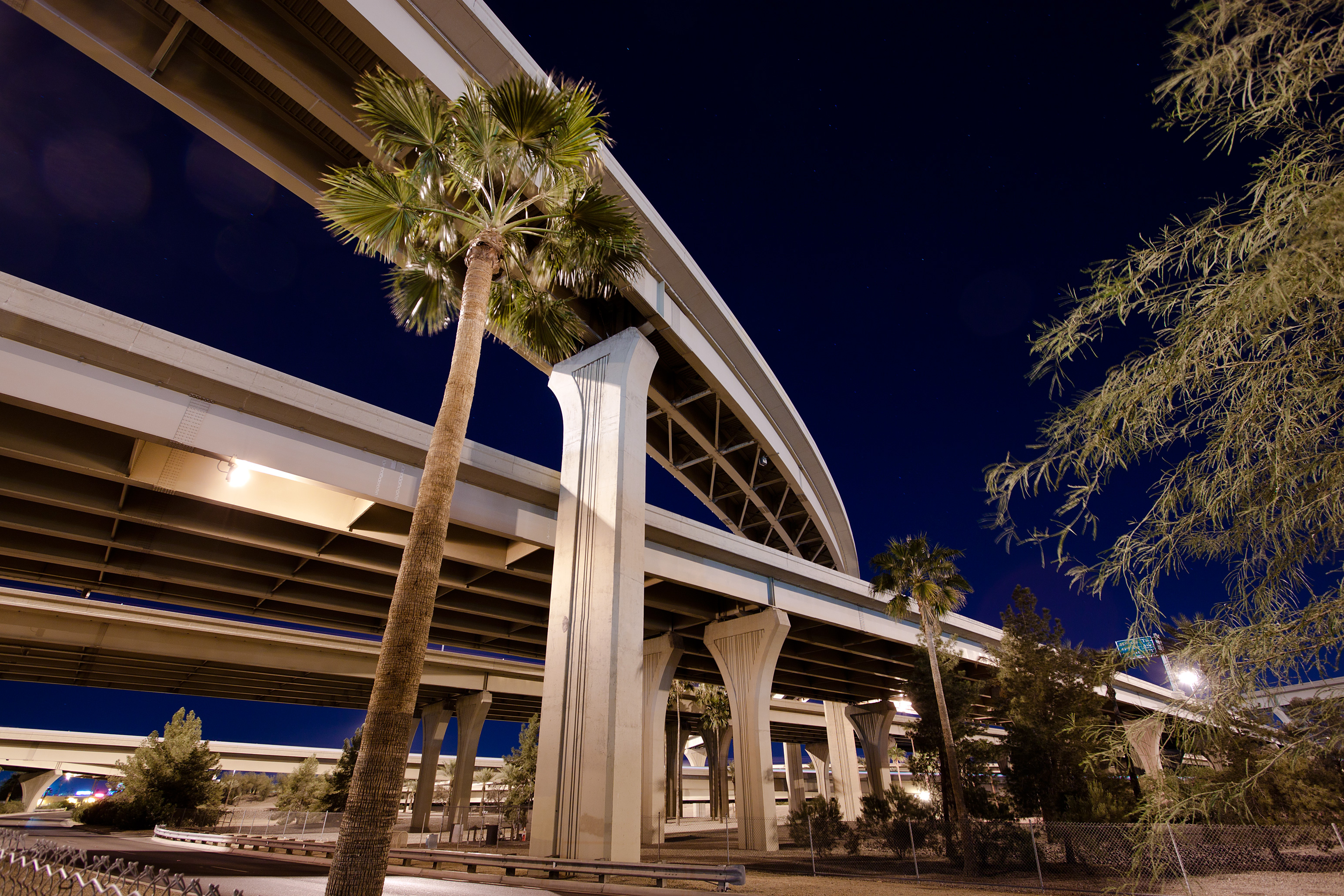
The Stack, 2012
Kartenausschnitt des Bauwerks

Die von der Interstate angebundenen Städte sind ausgehend von der Metropolregion Phoenix in nördlicher Richtung die beiden Orte Anthem und New River im Maricopa County, Black Canyon City, Cordes Lakes, Camp Verde und Lake Montezuma im Yavapai County sowie Munds Park, Kachina Village und Flagstaff im Coconino County.

## Bezeichnungen
Die I-17 wird als Arizona Veterans Highway bezeichnet. Die Bezeichnung dient der Erinnerung an die Veteranen der Vereinigten Staaten.
Darüber hinaus tragen Teilabschnitte der Interstate weitere Bezeichnungen, die in der entsprechenden Region üblicherweise genutzt werden. Die Interstate wird vom Nordende in Flagstaff bis zur Innenstadt von Phoenix Black Canyon Freeway genannt (nicht mit dem Black Canyon Highway, der als Frontage Road zur I-17 fungiert, zu verwechseln). Ab der Kurve südwestlich der Innenstadt zwischen der 19th Avenue und der Buckeye Road trägt sie die Bezeichnung Maricopa Freeway. Dieser Name wird anschließend von der I-10 bis zum östlichen Stadtrand übernommen.

## Meilensteine
In Phoenix beginnt die Interstate 17 entgegen dem üblichen Vorgehen mit dem Meilenstein 194 anstatt mit Null. Das ist ein Überbleibsel des alten Systems Arizonas, dass abzweigende Straßen die Meilenzählung der vorherigen Straße übernehmen. Auf Grund dieser Tradition erhielt die I-17 ihre Meilensteine von der Arizona State Route 69, die durch die Interstate zwischen Phoenix und Cordes ersetzt wurde. Die Meilensteine der State Route 96 stammen wiederum aus der Verzweigung mit dem U.S. Highway 89. Beim Bau der Interstate 17 wurden die Meilensteine der AZ 69 beibehalten.